# هيئة إدارة القوات البرية
هيئة إدارة القوات البرية، تلعب دوراً استراتيجياً في تشكيل الجيش السعودي، إذ تعتبر العقل المدبر لوضع خطط بناء الطاقة البشرية (الأفراد) في القوات البرية، ومتابعة كل ما يتعلق بشؤونهم في السلم والحرب، ومسؤولية ما يتعلق بشؤون الموظفين في هذه القوات.

## خلفية تاريخية
نظراً إلى أهميتها القصوى فإن هيئة إدارة القوات البرية كانت من أقدم هيئات الجيش السعودي.